# Waldemar Dziki
Waldemar Dziki (ur. 28 września 1956 w Zakopanem, zm. 16 września 2016 w Barcelonie) – polski reżyser i producent filmowy.

## Życiorys

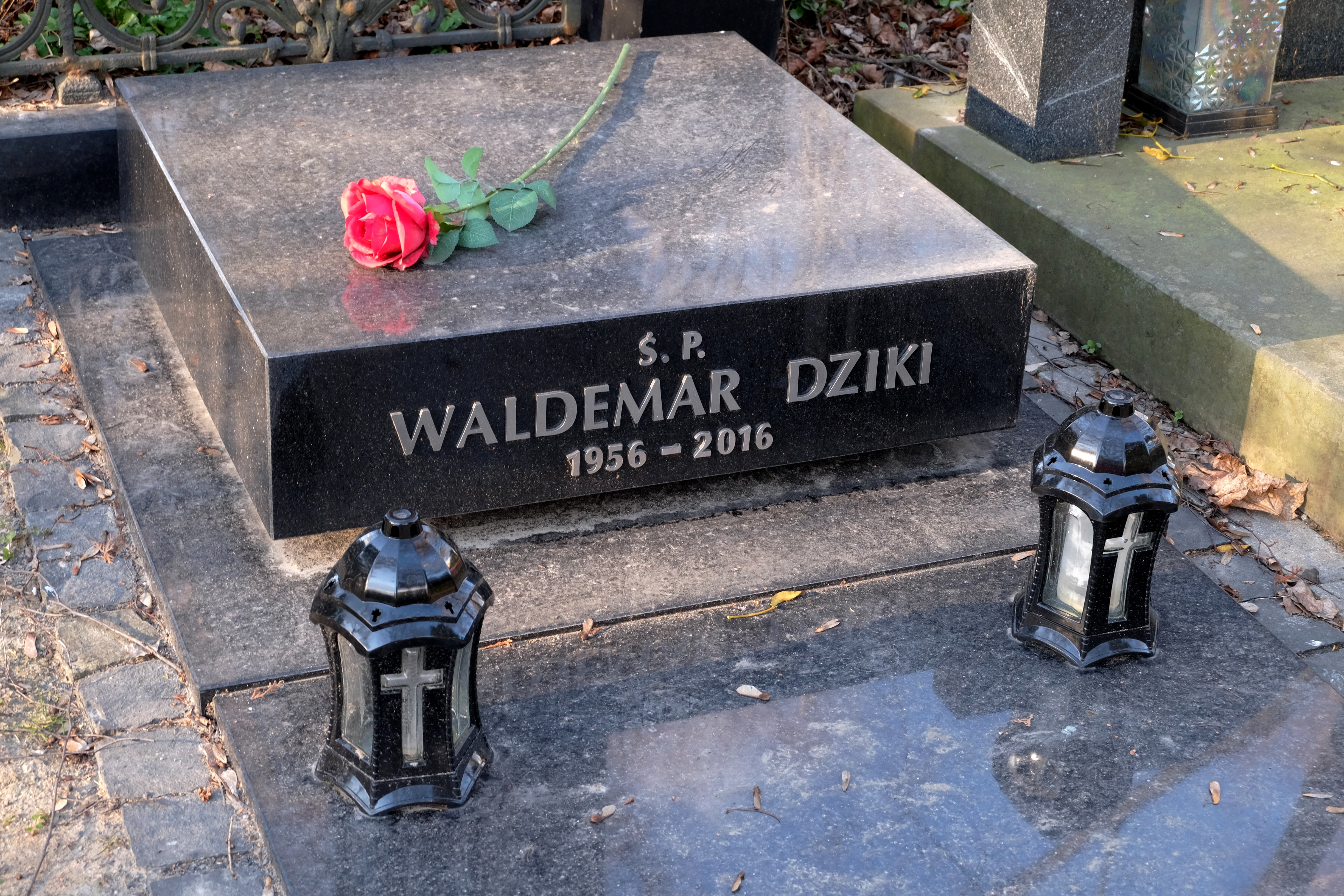
Grób Waldemara Dzikiego na cmentarzu ewangelicko-reformowanym przy ul. Żytniej w Warszawie

W 1980 ukończył studia na Wydziale Reżyserii Państwowej Wyższej Szkoły Filmowej, Telewizyjnej i Teatralnej im. Leona Schillera w Łodzi. W 2007 objął stanowisko dyrektora generalnego ukraińskiej stacji telewizyjnej „Ukraina” (TRK Ukraina). Wcześniej pracował dla Polsatu.
Był żonaty z aktorką Darią Trafankowską, z którą wziął rozwód, a po kilku latach związał się z inną aktorką, Małgorzatą Foremniak, z którą rozwiódł się w 2011. Jego trzecią żoną była dziennikarka Marta Eljasiak.
Zmarł 16 września 2016 w Barcelonie 12 dni przed swoimi 60 urodzinami. Został pochowany na cmentarzu ewangelicko-reformowanym przy ul. Żytniej w Warszawie (kw. O-1-11).

## Wybrana filmografia
- Kartka z podróży (1983)
- Cudowne dziecko (1986)
- Lazarus (1993)
- Bank nie z tej ziemi (1993)
- Próby domowe (1995)
- Pierwszy milion (1999)
- Ajlawju (1999) – producent
- W pustyni i w puszczy (2001) – producent
- Pitbull (2005) – producent

## Nagrody
- Dwukrotnie Grand Prix za film Cudowne dziecko[8]
- Złoty Motyl za film Cudowne dziecko[8]
- Nagrody jury dziecięcego na MFF w Moskwie[8]
- Nagroda Jury Dziecięcego „Marcinek” (Kryształowe Koziołki) na Międzynarodowym Festiwalu Filmów Młodego Widza „Ale Kino!”[8]
- Poznańskie Koziołki dla najlepszego filmu aktorskiego w grupie filmów dla dzieci starszych[8]